# باولو لونجو
باولو لونجو (بالإيطالية: Paolo Longo)‏ هو ملحن وصحفي إيطالي، ولد في 30 أكتوبر 1967 في مونوبولي في إيطاليا.